# 杜台卿
杜台卿（?—約597年），字少山，博陵曲阳（今河北曲阳）人。
杜弼次子。生年不详，少好学，博览书记，會寫文章。北齊時擔任奉朝請，歷官司空西阁祭酒、中書黃門侍郎。隋初被召入朝，编著《玉烛宝典》十二卷。开皇十四年（594年），自請免职还乡，約卒於开皇十七年。

## 延伸阅读
[在维基数据编辑]
 《隋書·卷58》，出自魏徵《隋书》